# Dębe Wielkie (Mińsk)
Pour les articles homonymes, voir Dębe Wielkie.
Dębe Wielkie (prononciation : [ˈdɛmbɛ ˈvjɛlkʲɛ]) est un village polonais de la gmina de Dębe Wielkie dans le powiat de Mińsk de la voïvodie de Mazovie dans le centre-est de la Pologne.
Le village est le siège administratif (chef-lieu) de la gmina appelée gmina de Dębe Wielkie.
Il se situe à environ 9 kilomètres à l'ouest de Mińsk Mazowiecki (siège du powiat) et à 31 kilomètres à l'est de Varsovie (capitale de la Pologne).
Le village compte approximativement une population de 3 125 habitants en 2013.

## Histoire
De 1975 à 1998, le village appartenait administrativement à la voïvodie de Siedlce.

## Personnalités liées au village
- Stefan Okrzeja : Révolutionnaire socialiste polonais